# Schlimme
Schlimme is een historisch merk van motorfietsen.
De bedrijfsnaam was: Motorradbau Oskar Schlimme, Falkenberg.
Schlimme was een Duits bedrijfje dat 142- en 173 cc DKW-inbouwmotoren in eigen frames monteerde. De productie begon in 1924, maar in die periode ontstonden honderden kleine merken in Duitsland. Alleen al in het jaar 1925 verdwenen er meer dan 150 en dat gebeurde ook met Schlimme. 